# 전봉찬
전봉찬(1994년 2월 21일~)은 대한민국의 배드민턴 선수로, 2019년 제7회 중국 우한 세계군인체육대회 CISM 배드민턴 남자단체전에서 동메달을 획득했다.